# Tiit Vähi
Tiit Vähi, född 10 januari 1947, är en estnisk politiker och var Estlands premiärminister 1992 och 1995-1997.
Från 1989 var han kommunikationsminister, innan han i januari 1992 blev tillförordnad premiärminister i den provisoriska regeringen efter Estlands självständighet. Han innehade denna post till oktober 1992, och var med om att genomföra den valutareform som gav Estland en egen valuta, kroon. 1993 valdes han till partiordförande för Estniska koalitionspartiet. Mellan 1993 och 1995 var han stadsfullmäktigeordförande i Tallinn, och mellan 1995 och 1997 var han åter premiärminister.